# 弯曲时空中的狄拉克方程
在数学物理中，弯曲时空中的狄拉克方程（英文：the Dirac equation in curved spacetime）指的是将原始的狄拉克方程推广至弯曲时空的情形后得到的方程。
该方程可以通过标架场与引力自旋联络写出，标架场给出了一个定域的静止系，使得恒定的狄拉克矩阵可以作用于每一个时空点。这样一来，弯曲时空中的狄拉克方程就可以写作如下形式：
{\displaystyle i\gamma ^{a}e_{a}^{\mu }D_{\mu }\Psi -m\Psi =0.}
其中eaμ为标架场，Dμ为狄拉克场对应的共变导数，其定义如下
{\displaystyle D_{\mu }=\partial _{\mu }-{\frac {i}{4}}\omega _{\mu }^{ab}\sigma _{ab},}
这里σab 为狄拉克矩阵的交换子：
{\displaystyle \sigma _{ab}={\frac {i}{2}}\left[\gamma _{a},\gamma _{b}\right],}
且ωμab 为自旋联络组件。
注意到此处拉丁字母角标表示的是洛伦兹标架，希腊字母角标则对应流形坐标。